# SPAM
Spam er et ungdomsprogram, der bliver sendt på DR1. Programmets vært er skuespilleren Hjalte Flagstad. Programmet kørte i vinteren og foråret en konkurrence ved navn DM i SPAM.

## DM i Spam
DM i Spam var en konkurrence der kørte i TV-programmet SPAM på DR1 i vinteren og foråret 2008. Konkurrencen bestod af, at alle kunne sende en såkaldt SPAM-film ind, hvorefter der så vil blive udvalgt 12 film, som ville deltage i konkurrencens mellemrunde. Ud fra de 12 film kunne seerne stemme på den film, som de syntes var bedst. De tre film, der fik flest stemmer, kom med i finaleshowet, der blev sendt på DR1. I finaleshowet blev det afgjort, hvem der kunne kalde sig for vinder af DM i SPAM. Konkurrencens hovedpræmie var en MacBook Pro.